# Station Hajnówka
Station Hajnówka is een spoorwegstation in de Poolse plaats Hajnówka.